# Brad McCrimmon
Byron Brad McCrimmon (* 29. března 1959 Plenty, Saskatchewan, Kanada – 7. září 2011 Jaroslavl, Rusko) byl kanadský hokejový obránce, který působil 17 sezon v NHL jako hráč a poté i jako asistent trenéra.
V roce 2011 zahynul při letecké havárii klubu Lokomotiv Jaroslavl, u kterého působil jako hlavní trenér.

## Reprezentace
Dvakrát hrál za kanadskou reprezentaci do 20 let na juniorském mistrovství světa - v roce 1978 v Kanadě (bronz) a 1979 ve Švédsku (5. místo).

### Reprezentační statistiky
| 1978 | Kanada 20 | MS 20 | 6 | 0 | 2 | 2 | 4 |
| 1979 | Kanada 20 | MS 20 | 5 | 1 | 2 | 3 | 2 |

## Kariéra
Před nástupem do NHL působil v juniorských klubech Prince Albert Raiders (1974–76) a Brandon Wheat Kings (1976–79). V roce 1979 jej na celkové 15. pozici draftoval Boston Bruins. V tomto klubu působil v letech 1979–82, poté přestoupil do Philadelphia Flyers. Za Flyers si v sezonách 1984/85 a 1986/87 zahrál ve finále soutěže, v obou případech ale Stanleyův pohár získal soupeř – Edmonton Oilers. V roce 1987 změnil působiště – až do roku 1990 nastupoval za Calgary Flames. V tomto mužstvu zažil nejlepší sezonu v kariéře 1987/88, ve které byl nejlepším hráčem ligy v hodnocenní +/-, zahrál si utkání hvězd a byl umístěn do 2. All star týmu sezony. V Calgary se dočkal i Stanleyova poháru v ročníku 1988/89, následující sezonu vykonával v klubu funkci kapitána. V období 1990–93 byl součástí celku Detroit Red Wings, následující tři sezony hrál za Hartford Whalers a svou poslední sezonu 1996/97 strávil v kádru Phoenix Coyotes.
Po konci aktivní kariéry se dal na dráhu trenéra. V sezoně 1997/98 byl asistentem u New York Islanders. V letech 1998–2000 trénoval v juniorské WHL klub Saskatoon Blades. Poté působil opět na pozici asistenta trenéra, kterou zastával postupně u Calgary Flames (2000–03), Atlanta Thrashers (2003–08) a Detroit Red Wings (2008–11). V roce 2011 nastoupil jako hlavní trenér u klubu KHL Lokomotiv Jaroslavl, sezonu kvůli havárii nezahájil.

## Klubové statistiky
| Sezona     | Klub                  | Soutěž     | Základní část | Základní část | Základní část | Základní část | Základní část | Play off | Play off | Play off | Play off | Play off |
| Sezona     | Klub                  | Soutěž     | Z             | G             | A             | B             | TM            | Z        | G        | A        | B        | TM       |
| ---------- | --------------------- | ---------- | ------------- | ------------- | ------------- | ------------- | ------------- | -------- | -------- | -------- | -------- | -------- |
| 1974/75    | Prince Albert Raiders | SJHL       | 38            | 4             | 22            | 26            | —             | —        | —        | —        | —        | —        |
| 1975/76    | Prince Albert Raiders | SJHL       | 46            | 19            | 39            | 58            | 126           | —        | —        | —        | —        | —        |
| 1976/77    | Brandon Wheat Kings   | WCHL       | 72            | 18            | 66            | 84            | 96            | 15       | 3        | 10       | 13       | 16       |
| 1977/78    | Brandon Wheat Kings   | WCHL       | 65            | 19            | 78            | 97            | 245           | 8        | 2        | 11       | 13       | 20       |
| 1978/79    | Brandon Wheat Kings   | WHL        | 66            | 24            | 74            | 98            | 139           | 22       | 9        | 19       | 28       | 34       |
| 1979/80    | Boston Bruins         | NHL        | 72            | 5             | 11            | 16            | 94            | 10       | 1        | 1        | 2        | 28       |
| 1980/81    | Boston Bruins         | NHL        | 78            | 11            | 18            | 29            | 148           | 3        | 0        | 1        | 1        | 2        |
| 1981/82    | Boston Bruins         | NHL        | 78            | 1             | 8             | 9             | 83            | 2        | 0        | 0        | 0        | 2        |
| 198283     | Philadelphia Flyers   | NHL        | 79            | 4             | 21            | 25            | 61            | 3        | 0        | 0        | 0        | 4        |
| 1983/84    | Philadelphia Flyers   | NHL        | 71            | 0             | 24            | 24            | 76            | 1        | 0        | 0        | 0        | 4        |
| 1984/85    | Philadelphia Flyers   | NHL        | 66            | 8             | 35            | 43            | 81            | 11       | 2        | 1        | 3        | 15       |
| 1985/86    | Philadelphia Flyers   | NHL        | 80            | 13            | 43            | 56            | 85            | 5        | 2        | 0        | 2        | 2        |
| 1986/87    | Philadelphia Flyers   | NHL        | 71            | 10            | 29            | 39            | 52            | 26       | 3        | 5        | 8        | 30       |
| 1987/88    | Calgary Flames        | NHL        | 80            | 7             | 35            | 42            | 98            | 9        | 2        | 3        | 5        | 22       |
| 1988/89    | Calgary Flames        | NHL        | 72            | 5             | 17            | 22            | 96            | 22       | 0        | 3        | 3        | 30       |
| 1989/90    | Calgary Flames        | NHL        | 79            | 4             | 15            | 19            | 78            | 6        | 0        | 2        | 2        | 8        |
| 1990/91    | Detroit Red Wings     | NHL        | 64            | 0             | 13            | 13            | 81            | 7        | 1        | 1        | 2        | 21       |
| 1991/92    | Detroit Red Wings     | NHL        | 79            | 7             | 22            | 29            | 118           | 11       | 0        | 1        | 1        | 8        |
| 1992/93    | Detroit Red Wings     | NHL        | 60            | 1             | 14            | 15            | 71            | —        | —        | —        | —        | —        |
| 1993/94    | Hartford Whalers      | NHL        | 65            | 1             | 5             | 6             | 72            | —        | —        | —        | —        | —        |
| 1994/95    | Hartford Whalers      | NHL        | 33            | 0             | 1             | 1             | 42            | —        | —        | —        | —        | —        |
| 1995/96    | Hartford Whalers      | NHL        | 58            | 3             | 6             | 9             | 62            | —        | —        | —        | —        | —        |
| 1996/97    | Phoenix Coyotes       | NHL        | 37            | 1             | 5             | 6             | 18            | —        | —        | —        | —        | —        |
| NHL celkem | NHL celkem            | NHL celkem | 1222          | 81            | 322           | 403           | 1416          | 116      | 11       | 18       | 29       | 176      |

## Rodina
S manželkou Maureen, dcerou Carlin a synem Liamem žil v Michiganu.
Někteří hráči Detroit Red Wings v sezoně 2011/2012 nosili na rameni nášivku na památku McCrimona i dalších dvou bývalých členů organizace, kteří zahynuli v letadle s Jaroslavlí – Ruslana Saleje a Stefana Liva.